# Lyngby, Lunds kommun
Lyngby är kyrkbyn i Lyngby socken i Lunds kommun i Skåne. Den ligger väster om Genarp.
Orten har fått sitt namn från orden ljung och by. I Lyngby ligger Lyngby kyrka. I samhället bor omkring trettio personer.